# کرخلبی (ناحیه شومپرک)
کرخلبی (به چکی: Krchleby) یک منطقهٔ مسکونی در جمهوری چک است که در ناحیه شومپرک واقع شده‌است. کرخلبی ۶٫۹ کیلومتر مربع مساحت و ۱۸۹ نفر جمعیت دارد و ۳۸۰ متر بالاتر از سطح دریا واقع شده‌است.